# Jazid ibn Abd al-Malik
Jazid ibn Abd al-Malik, arab. يزيد بن عبد الملك, (ur. ok. 690/691 w Damaszku, zm. 26 stycznia 724 w Irbid) – dziewiąty kalif z dynastii Umajjadów, panujący od roku 720 aż do śmierci.
Był synem kalifa Abd al-Malika (685 - 705) i Atiki Bint Jazid Ibn Mu'awija. Imię Jazid otrzymał po swoim dziadku, Jazidzie Ibn Mu'awiji (680 - 683). Ze względu na osoby swoich rodziców Jazid łączył w sobie sufjanidzką i marwanidzką gałąź rodu Umajjadów. Jak w przypadku większości innych umajjadzkich książąt, wydaje się, że nie podróżował nigdzie poza Syrią i Hidżazem. Wydaje się także że nie sprawował żadnego administracyjnego lub wojskowego stanowiska przed objęciem kalifatu, pomimo że już w roku 717 Sulajman Ibn Abd al-Malik (715 - 717) ustanowił go drugą osobą w porządku sukcesji. Za Umara Ibn Abd al-Aziza (717 - 720) Jazid został oficjalnie następcą tronu i objął urząd kalifa kiedy Umar zmarł 9 lutego 720 roku.
Na początku swojego panowania Jazid stanął w obliczu poważnej rewolty w Iraku, spowodowanej niezadowoleniem plemion południowoarabskich z rządów Umajjadów. Na czele buntu stanął Jazid Ibn al-Muhallab, któremu udało się wydostać z kalifackiego więzienia niedługo przed śmiercią Umara. Do stłumienia powstania Jazid wysłał swojego brata, Maslamę, wsławionego we wcześniejszych walkach z Bizantyńczykami. Maslama, mianowany namiestnikiem Iraku i muzułmańskiego wschodu, szybko pokonał rebeliantów. Jazid Ibn al-Muhallab został zabity wraz z wieloma innymi męskimi członkami swojego rodu, zaś ich kobiety i dzieci zostały sprzedane w niewolę, wbrew muzułmańskiemu zakazowi obracania w niewolę współwyznawców. Skutkiem rewolty było ponowne zainstalowanie w Iraku wojsk syryjskich i poleganie przez kalifa raczej na elemencie plemiennym północnoarabskim, co uwidoczniło się w mianowaniu następcą Maslamy jego protegowanego, należącego do północnych Arabów Umara Ibn Hubajrę.
Jazid dążył do anulowania reform zrównujących prawa niearabskich muzułmanów z Arabami, które wprowadził jego poprzednik, były one bowiem rujnujące dla skarbu państwa. Stąd w Al-Andalus, Sindhie, Chorasanie i Afryce Północnej próbowano na powrót wprowadzić dżizję w stosunku do niearabskich muzułmanów, co jednak często kończyło się fiaskiem. W Chorasanie nowa polityka zaprowadzona przez Sa'ida Ibn Amra al-Harasziego doprowadziła do wybuchu walk, które trwały przez następne dwadzieścia lat, przyczyniając się walnie do upadku Umajjadów. W Północnej Afryce namiestnik Jazid Ibn Abi Muslim został zamordowany niemal natychmiast po pierwszych próbach wprowadzenia nowych rozwiązań, co było wstępem do wielkiej rewolty, która ogarnęła ten region za następcy Jazida, Hiszama (724 - 743).
Jazid powrócił do tradycyjnej umajjadzkiej polityki ekspansji, zarzuconej przez Umara. Za jego rządów wszczęto kampanie przeciwko Frankom w Galii i na Sardynii, Bizantyńczykom na Sycylii i w Anatolii oraz Chazarom na Zakaukaziu i Turkom w Mawarannahrze. Jazid kontynuował wrogą w stosunku do chrześcijan politykę swojego poprzednika - zabrał im kilka kościołów, ale przede wszystkim wydał ikonoklastyczny dekret nakazujący zniszczenie wszystkich przedstawień ludzi i zwierząt w całym kalifacie, "krok, który poprzedzał i antycypował ikonoklazm bizantyńskiego cesarza Leona III". Jak pisze Danuta Madeyska "można jednak chyba założyć, że rozkaz ten został prawdopodobnie wykonany jedynie w Damaszku i na terenach najbliższych władzy centralnej".
W arabskiej historiografii przechował się portret kalifa jako oddającego się frywolnym pasjom, w szczególności zaś namiętności do swoich śpiewaczek, Hababy i Sallamy. Jazid miał także posiadać wyrafinowany artystyczny gust i podobnie jak inni Umajjadzi patronować poezji.